# Fontanarejo
Fontanarejo település Spanyolországban, Ciudad Real tartományban. Fontanarejo Alcoba községgel határos. Lakosainak száma 233 fő (2024).

## Népesség
A település népessége az elmúlt években az alábbi módon változott:
| Lakosok száma | 354  | 305  | 296  | 298  | 318  | 282  | 263  | 275  | 248  | 233  |
|               | 2001 | 2004 | 2006 | 2009 | 2011 | 2014 | 2016 | 2019 | 2021 | 2024 |